# Holostrophus minimus
Holostrophus minimus es una especie de coleóptero de la familia Tetratomidae.

## Distribución geográfica
Habita en Filipinas.